# La Conversation sacrée
La Conversation sacrée (Sacra conversazione con la Madonna col Bambino, sei santi, quattro angeli e il donatore Federico da Montefeltro), encore connue sous le nom de Retable de Brera ou Pala Montefeltra ou encore Pala de Brera, est une œuvre de Piero della Francesca qu'il réalisa pour l'église  San Donato degli Osservanti en 1472. 
C'est une peinture à l'huile sur bois de 248 × 150 cm. Elle est conservée à la Pinacothèque de Brera à Milan.

## Histoire
Il s'agit d'une œuvre commanditée vers 1472-1474 par le duc d'Urbino, Frédéric III de Montefeltro, pour certains historiens pour célébrer la naissance de son fils, Guidobaldo ; pour d'autres, ses victoires et ses conquêtes en Maremme. C'est une des dernières œuvres connues du peintre.  
Initialement peint pour l'église d'Osservanti di San Donato à Urbino, le tableau est transféré, après la mort du duc en 1482, à l'église San Bernardino, dans son mausolée.

## Thème
Il s'agit d'une Vierge à l'Enfant en majesté (sur un trône), entourée de personnages sacrés placés de chaque côté dont le commanditaire de l'œuvre. Elle reprend le thème iconographique chrétien dit de  la conversation sacrée, thème fort en vogue en Italie à la fin du Quattrocento.
On reconnaît les saints à leurs attributs  : 
À gauche :
- Saint Jean-Baptiste (bâton croisé et vêtu de peau de chameau)
- Saint Bernardin de Sienne (profil acéré reconnaissable)
- Saint Jérôme (en ermite)

À droite (de gauche à droite):
- Saint François d'Assise (stigmates)
- Saint Pierre de Vérone (blessure à la tête)
- Saint Jean l'Evangéliste (manteau rose et barbe blanche, présentant son Évangile)

## Composition
Le sujet cher à l'iconographie de la peinture chrétienne se place dans un cadre clairement architectural, sur fond de niche à coquille Saint-Jacques retournée dans une construction perspective très précise (monofocale centrée à point de fuite sur la figure de la Vierge). Les personnages prennent place devant cet arrière-plan architectural majestueux qui évoque les édifices religieux construits par Alberti. Les corps des personnages sont prolongés par les pilastres. 
Le commanditaire de l'œuvre, Frédéric III de Montefeltro, est représenté en armure, à genoux devant le Christ (dans son prolongement) et il  est peint sans les insignes attribués en 1475 par  le pape Sixte IV  (ce qui permet de dater le tableau avant 1474). Contrairement aux autres œuvres représentant Frédéric de Montefeltro, sa femme, Battista Sforza, n'apparaît pas, en effet elle était déjà morte en couches avant l'exécution du diptyque, du triomphe, et sa place reste désespérément vide devant son mari dans la conversation sacrée.

## Analyse

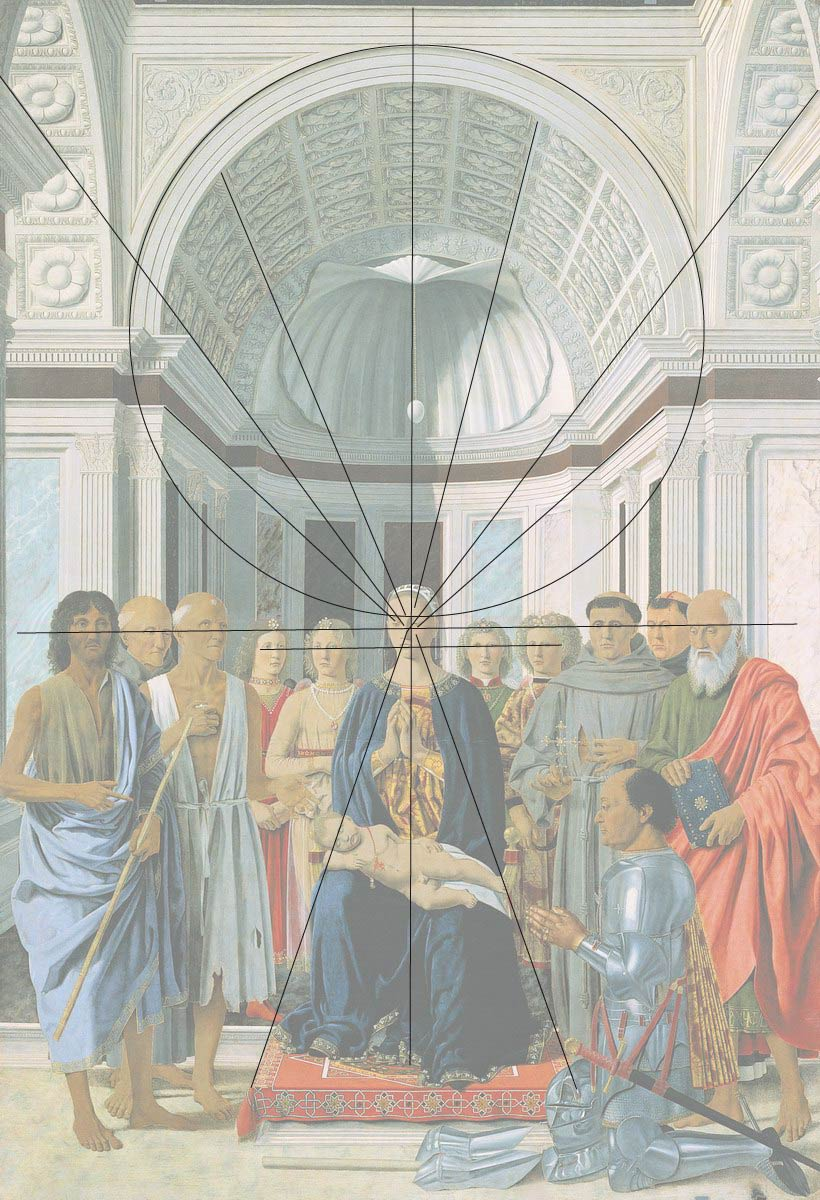
Lignes de force perspectives dans le tableau.

Réalisé avec des collaborateurs, le retable est remarquable par la profondeur de son  « invention », la complexité d'une mise en place apparemment simple, la netteté et la subtilité de la construction colorée. Hommes, anges et Vierge sont rapprochés selon une hiérarchie rigoureuse, tandis que la perspective installe une architecture moderne et glorificatrice. Par la lumière, l'œuf est amené à l'aplomb de la Vierge et l'équilibre coloré, alternance subtilement irrégulière des verts-bleus-rouges, introduit une atmosphère de méditation mystique, concentrée dans le geste de saint Jean-Baptiste, la prière de la Madone, l'attitude du duc en armure, la contemplation immobile des personnages, rassemblés par une frise rouge dont le rythme partage et unifie la surface. La science mathématique se met ici au service de la prière.
L’œuf d'oie qui pend au plafond (et qui pointe vers le nombril de Jésus), est le symbole de la perfection ou de la naissance dans la tradition alchimique,  des quatre éléments du Monde ou de la Création. Il est accroché à la conque (Coquille Saint-Jacques) signifiant  la fécondité. C'est aussi l'un des emblèmes personnels du duc, qui prend ici un caractère votif pour rappeler la mort en couches, à l'occasion de la naissance de son seul fils et héritier Guidobaldo, de Battista Sforza en 1472. La dévotion du prince se mêle ainsi à la gloire dynastique par l'assimilation de la naissance miraculeuse de l'héritier d'Urbino à celle de l'Enfant-Dieu.
Toutes les têtes des personnages saints sont sur un même axe horizontal (principe d’isocéphalie), celui-là même de l'horizon perspectif contenant le point de fuite central, confondu avec le regard de la Vierge, au niveau des saints entourant la Vierge, organisation très novatrice pour l'époque. L'axe vertical (œuf, nombril du Christ) rééquilibre l'axe horizontal précédent.
Les mains du duc ne sont vraisemblablement pas de la main de Piero. Peintes de manière réaliste elles sont probablement dues à Pedro Berruguete, présent à Urbino.